# Юстарис
Юстари́с (также — Юстари́ц, фр. Ustaritz) — коммуна во Франции, находится в регионе Аквитания. Департамент — Атлантические Пиренеи. Административный центр кантона Юстарис — Валле-де-Нив и Нивель. Округ коммуны — Байонна.
Код INSEE коммуны — 64547.

## География

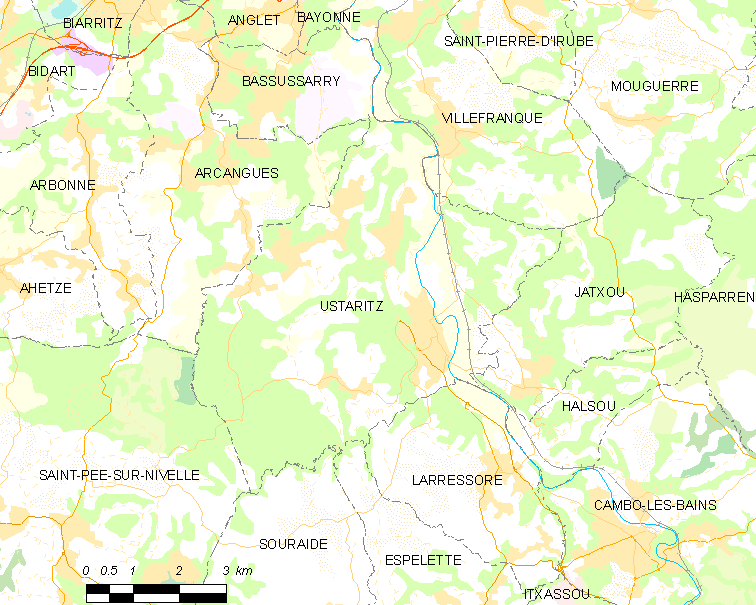
Карта коммуны

Коммуна расположена приблизительно в 680 км к юго-западу от Парижа, в 175 км юго-западнее Бордо, в 90 км к западу от По.
На востоке коммуны протекает река Нив.

### Климат
Климат тёплый океанический. Зима мягкая, средняя температура января — от +5°С до +13°С, температуры ниже −10 °C бывают редко. Снег выпадает около 15 дней в году с ноября по апрель. Максимальная температура летом порядка 20-30 °C, выше 35 °C бывает очень редко. Количество осадков высокое, порядка 1100 мм в год. Характерна безветренная погода, сильные ветры очень редки.

## Население
Население коммуны на 2010 год составляло 6184 человека.
| 1962 | 1968 | 1975 | 1982 | 1990 | 1999 | 2010 |
| ---- | ---- | ---- | ---- | ---- | ---- | ---- |
| 2393 | 2477 | 2841 | 3353 | 4263 | 4986 | 6184 |

## Администрация
| Период | Период | Фамилия        | Партия        | Примечания |
| ------ | ------ | -------------- | ------------- | ---------- |
| 1959   | 1977   | Жильбер Оруа   |               |            |
| 1977   | 1989   | Бернар Дассанс |               |            |
| 1989   | 2008   | Бернар Оруа    | Разные правые |            |
| 2008   | 2014   | Доминик Лебац  |               |            |
| 2014   | 2020   | Брюно Каррер   | беспартийный  |            |

## Экономика
В 2010 году среди 4146 человек трудоспособного возраста (15-64 лет) 3022 были экономически активными, 1124 — неактивными (показатель активности — 72,9 %, в 1999 году было 71,1 %). Из 3022 активных жителей работали 2824 человека (1453 мужчины и 1371 женщина), безработных было 198 (80 мужчин и 118 женщин). Среди 1124 неактивных 360 человек были учениками или студентами, 434 — пенсионерами, 330 были неактивными по другим причинам.

## Достопримечательности
- Церковь Св. Винсента (XIX век). Исторический памятник с 2001 года[7]
- Замок Лота (XIX век). Исторический памятник с 2013 года[8]
- Поместье Эц (XIV век). Исторический памятник с 1987 года[9]
- Дом Мокопеита (XVII век). Исторический памятник с 2008 года[10]

## Города-побратимы
- Толоса (Испания, с 1989)

## Фотогалерея

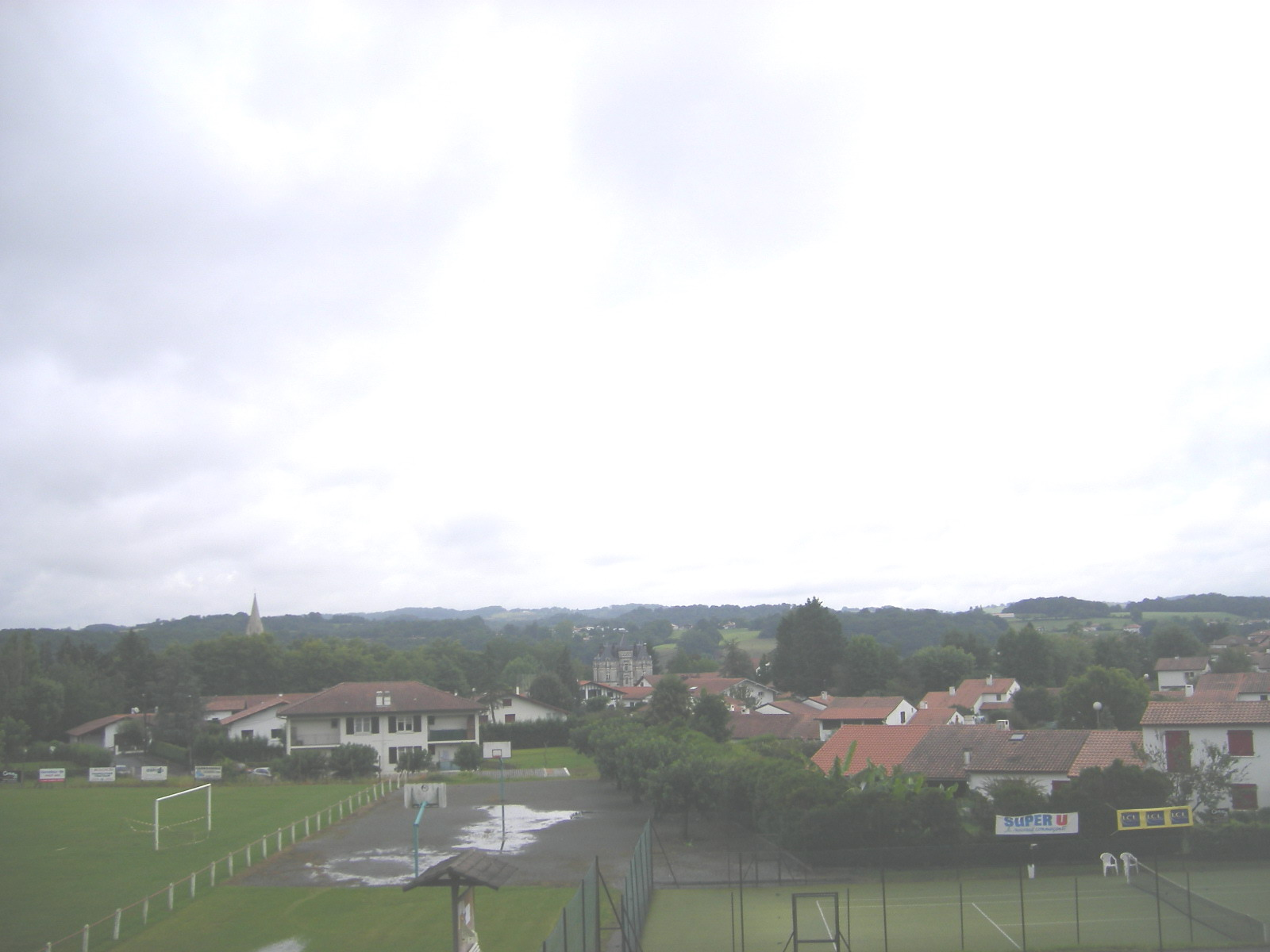
Юстарис
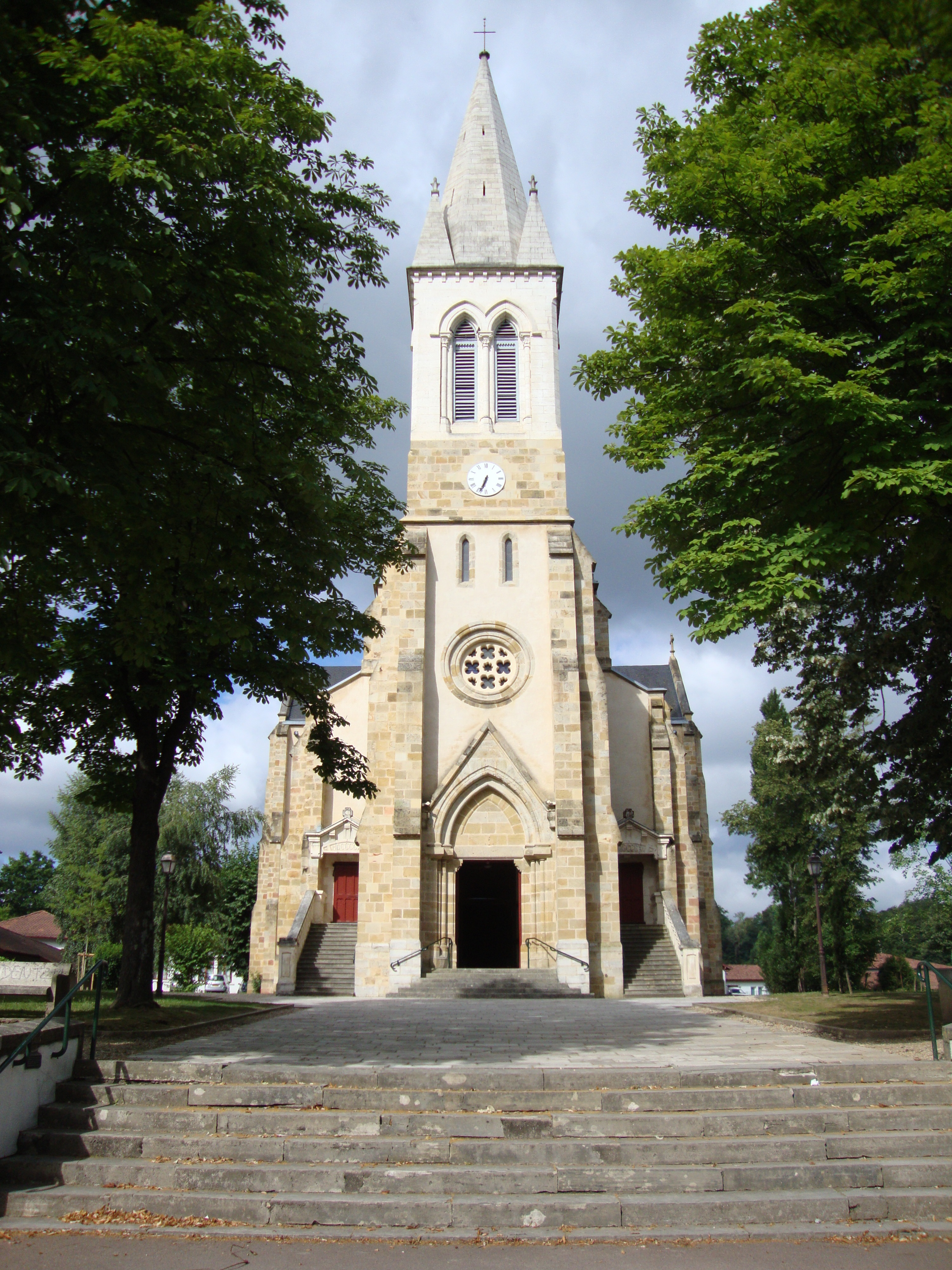
Церковь Св. Винсента
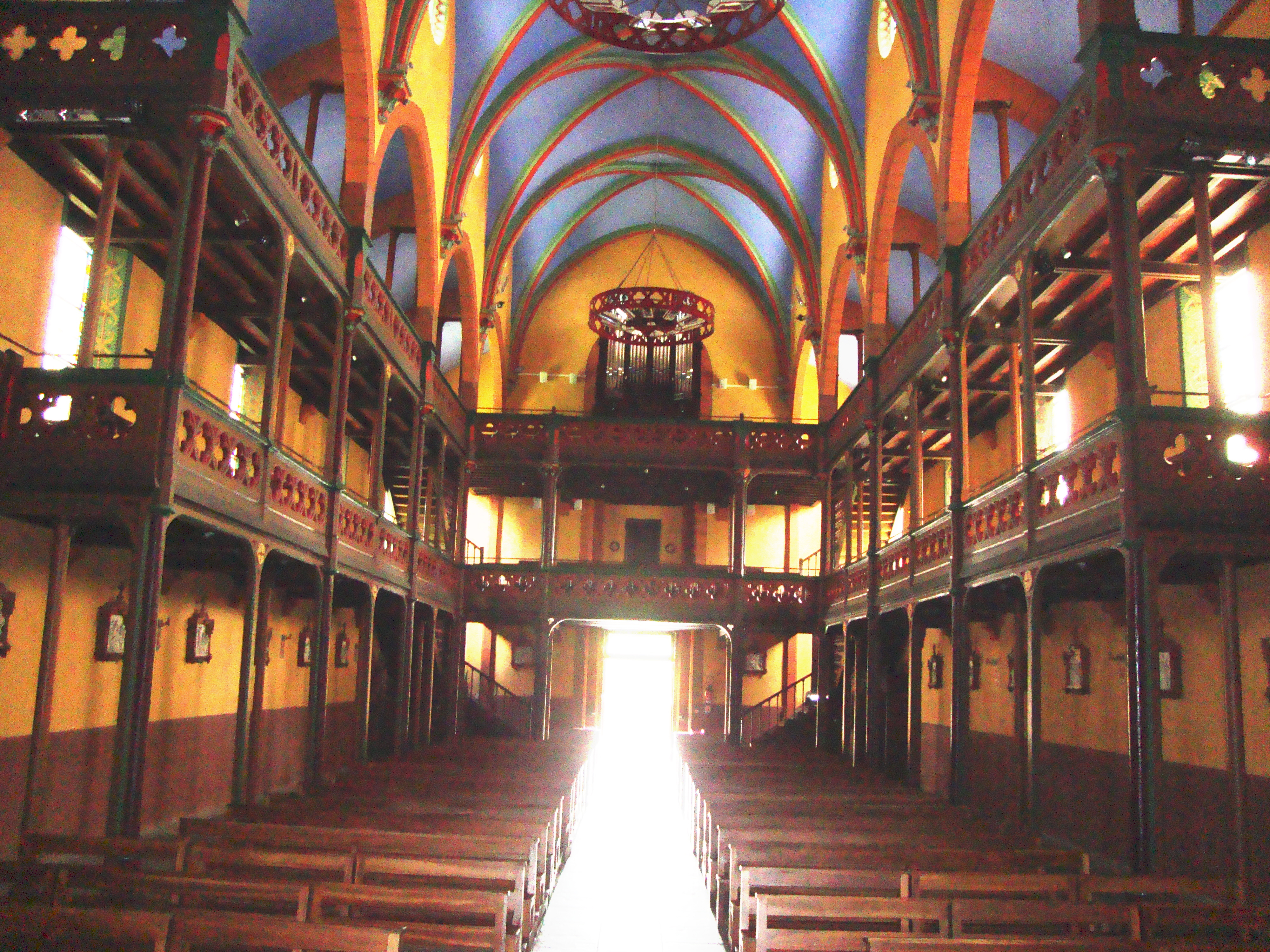
Интерьер церкви Св. Винсента
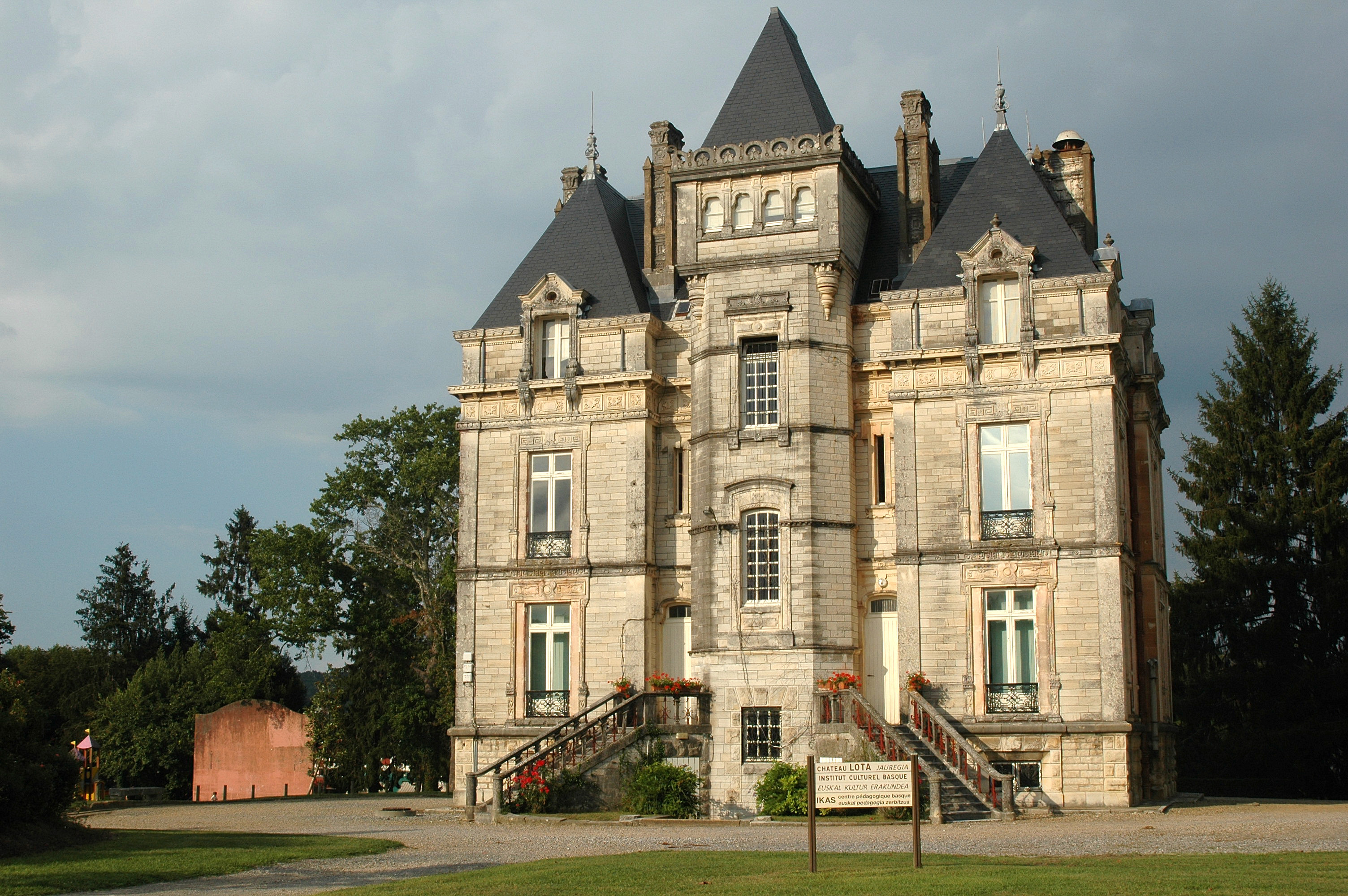
Замок Лота
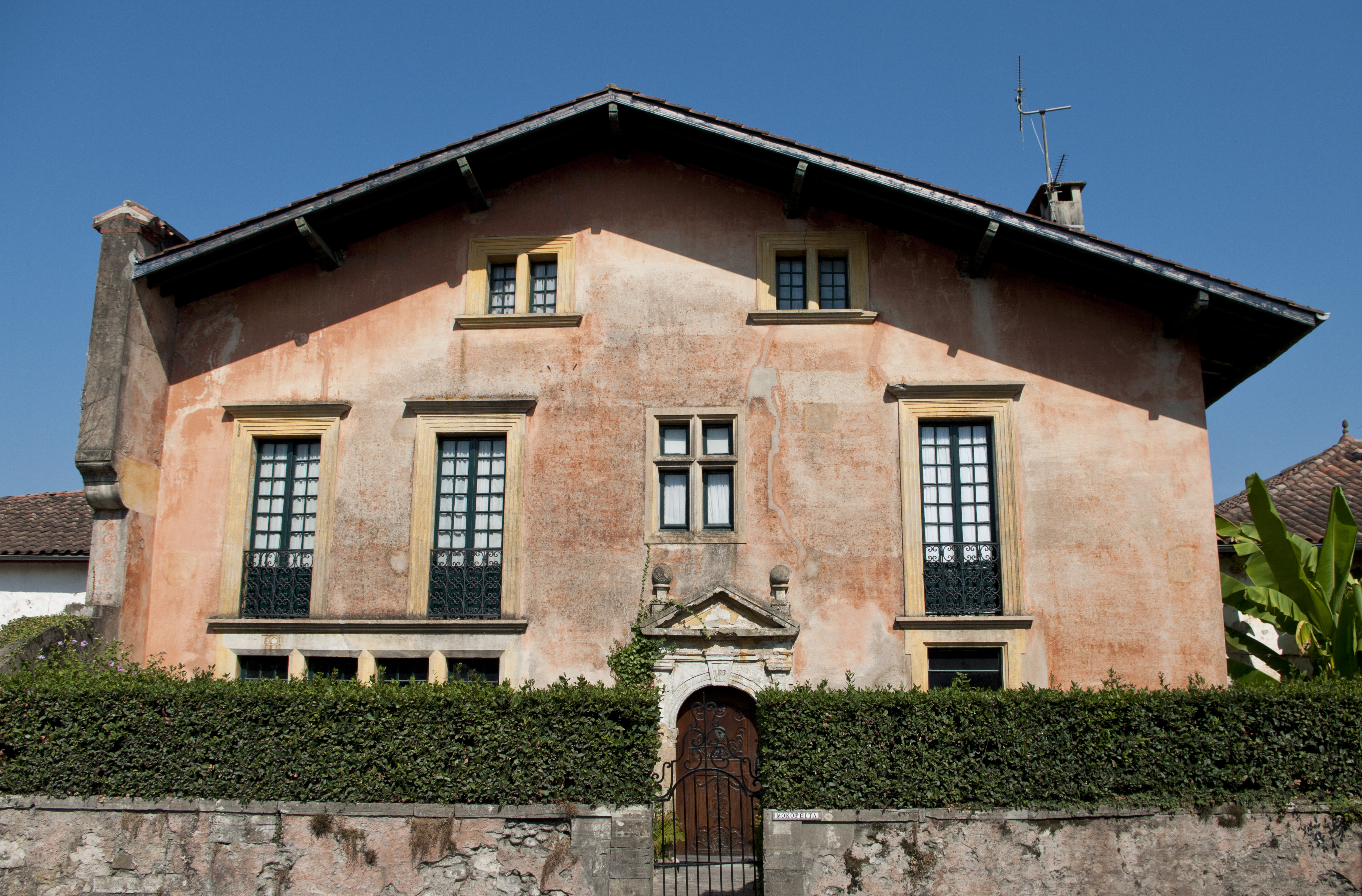
Дом Мокопеита
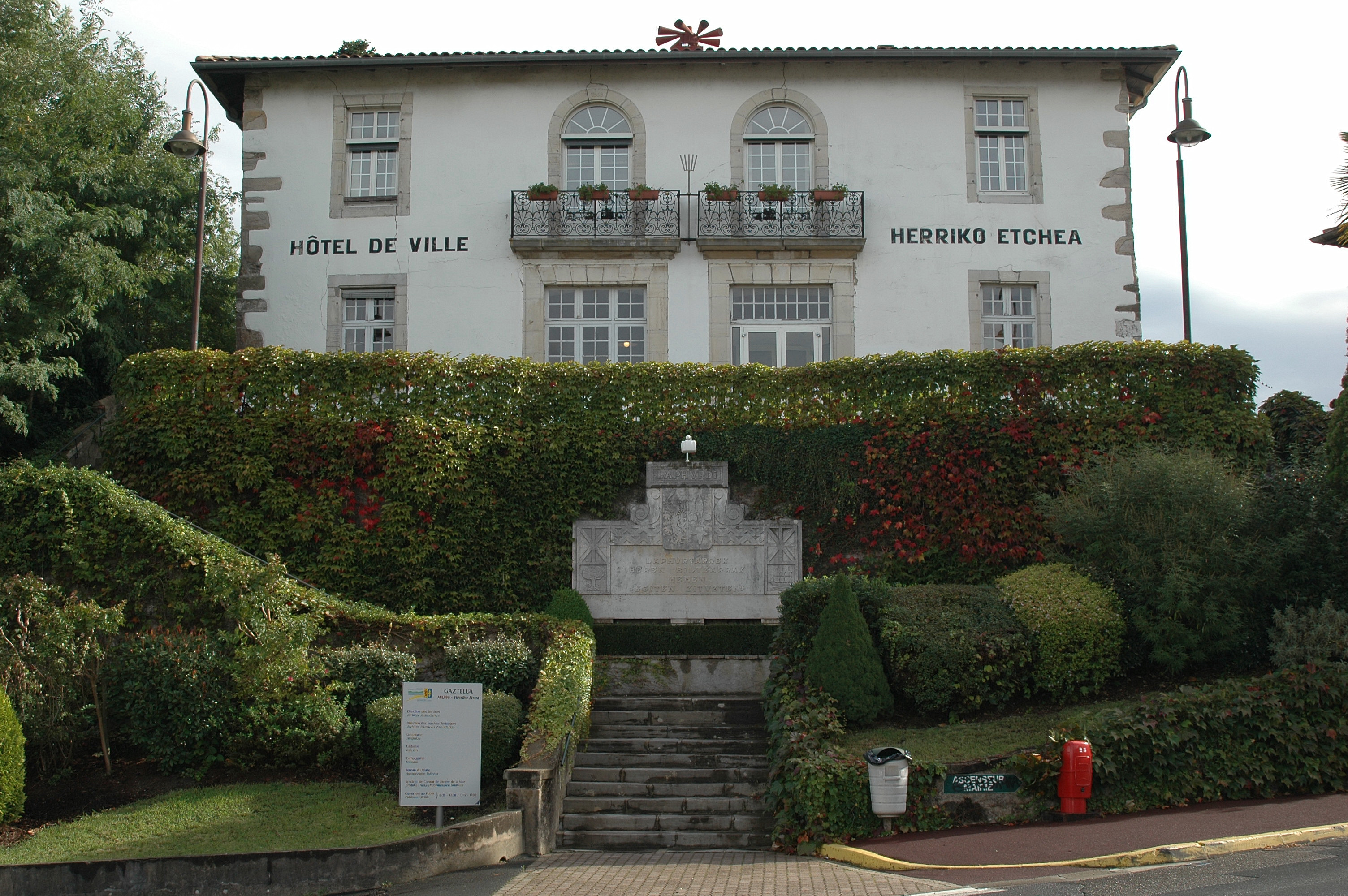
Мэрия
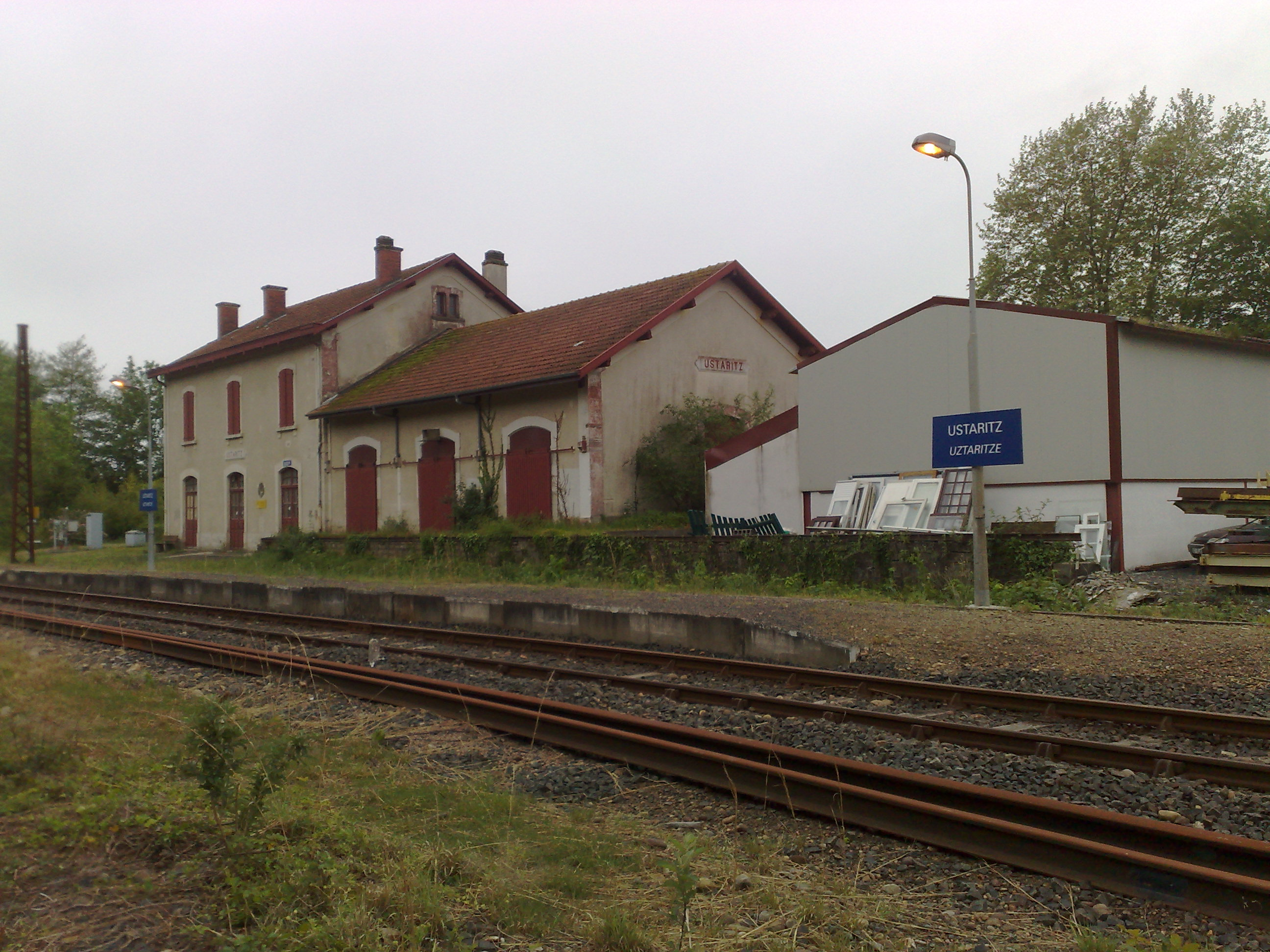
Вокзал
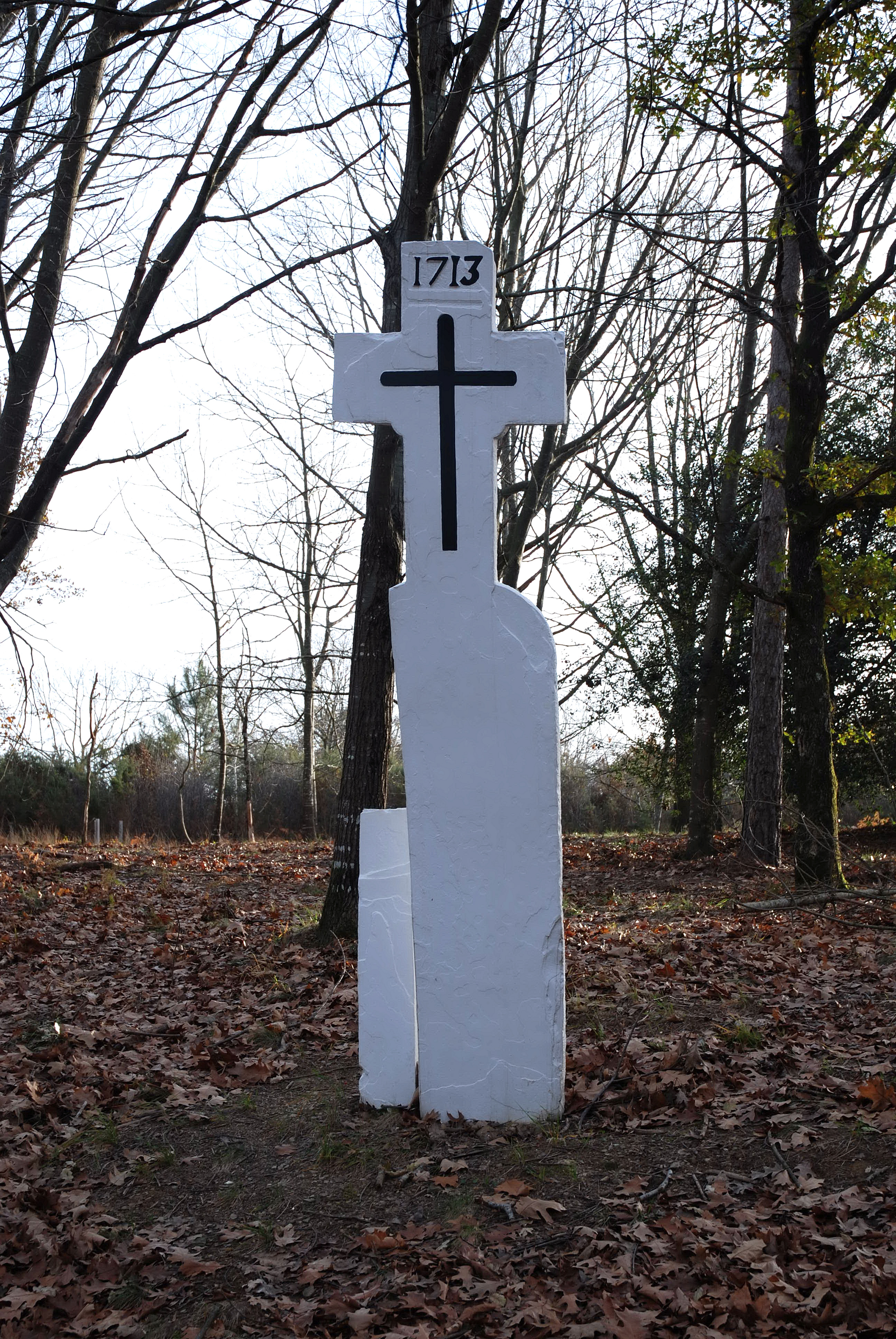
Крест
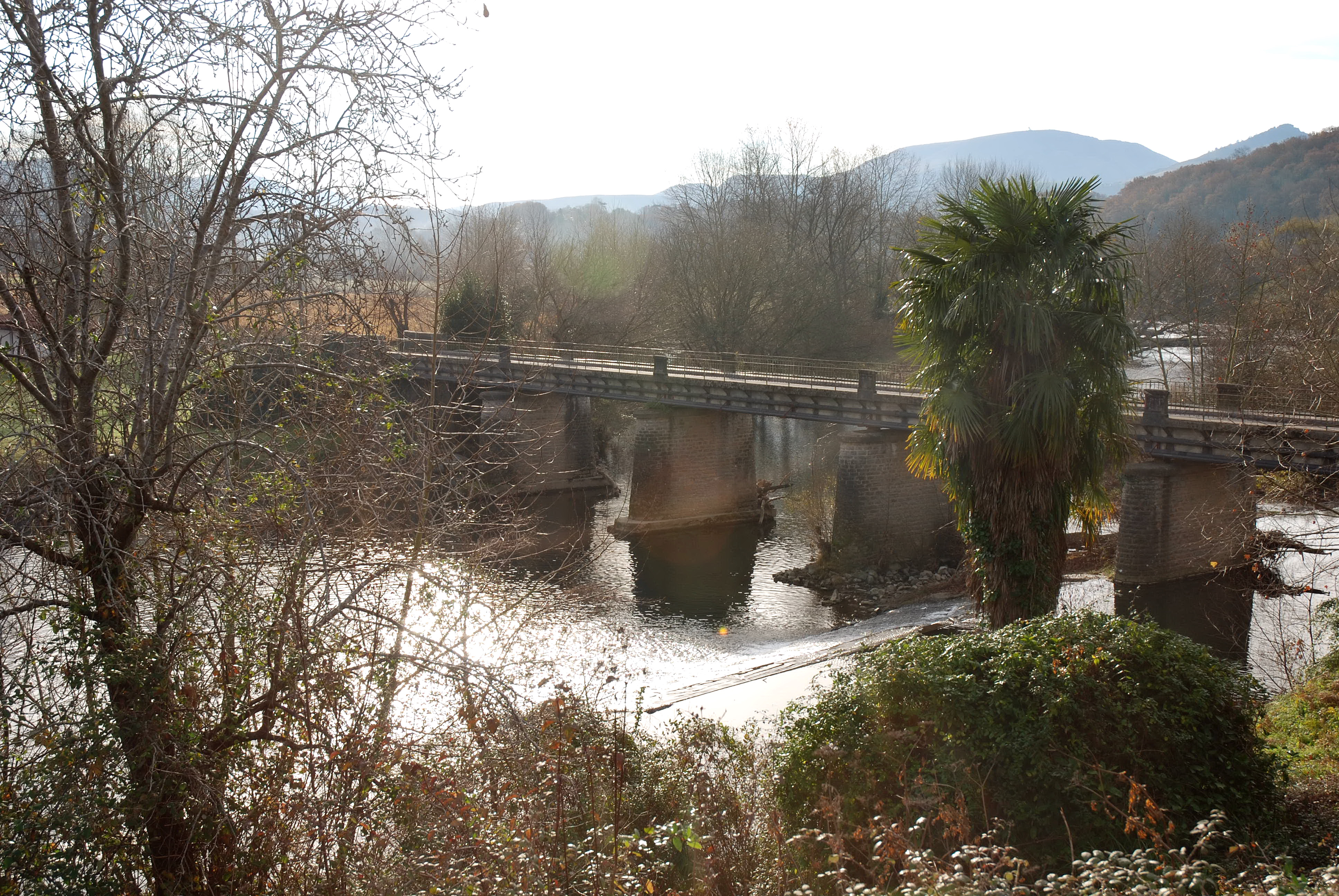
Мост через реку Нив